# Jean Dupong
Jean Dupong (* 18. Mai 1922 in Luxemburg; † 6. Dezember 2007 ebenda) war ein luxemburgischer Politiker der Chrëschtlech Sozial Vollekspartei (CSV), der zwischen 1965 und 1972 Präsident der CSV sowie Minister verschiedener Ressorts war. Zuletzt war er von 1991 bis 1994 Präsident des Staatsrates.

## Leben

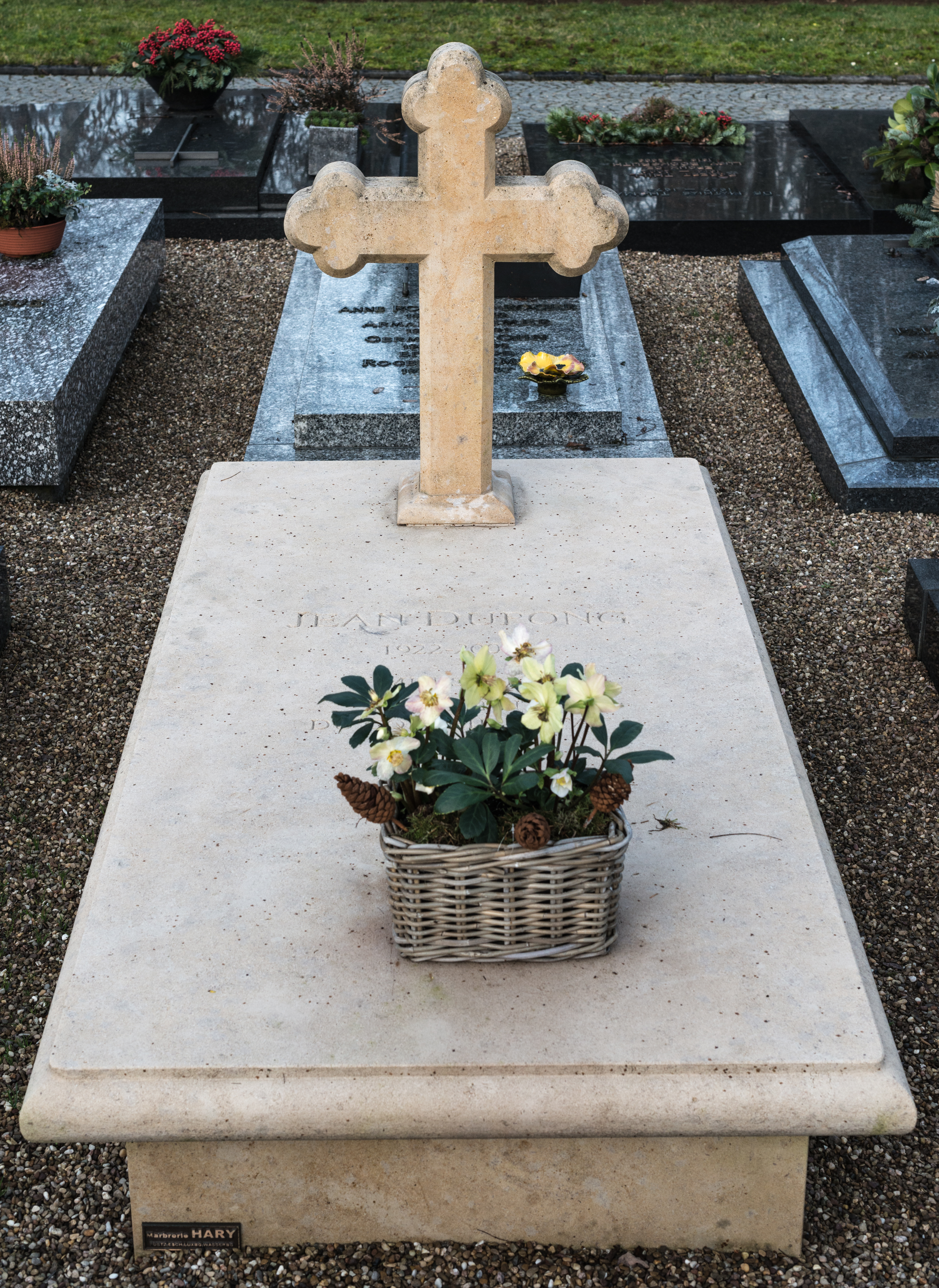
Grabstätte von Jean Dupong auf dem Friedhof von Merl.

Jean Dupong, dessen Vater Pierre Dupong unter anderem zwischen 1937 und 1953 Premierminister war, absolvierte ein Studium der Rechtswissenschaften und war danach als Rechtsanwalt tätig. Bei der Kammerwahl am 30. Mai 1954 wurde er für die Christlich-Soziale Volkspartei CSV (Chrëschtlech Sozial Vollekspartei) erstmals Mitglied der Abgeordnetenkammer (Chamber) und gehörte dieser bis 1958 an. Bei der Kammerwahl am 1. Februar 1959 wurde er abermals zum Mitglied der Chamber gewählt, der er nun nach seiner Wiederwahl bei der Kammerwahl am 7. Juni 1964 bis zum 3. Januar 1967 angehörte. Als Nachfolger von Tony Biever übernahm er 1965 die Funktion als Präsident der CSV und hatte diese bis zu seiner Ablösung durch Nicolas Mosar 1972 inne.
Nach seinem Mandatsverzicht am 3. Januar 1967 übernahm Dupong in der dritten Regierung Werner die Ämter als Justizminister, Minister für nationale Bildung sowie Minister für Familien, Jugend, Bevölkerung und soziale Solidarität (Ministre de la Justice, Ministre de l’Éducation nationale, Ministre de la Famille, de la Jeunesse, de la Population et de la Solidarité sociale). In der darauf folgenden vierten Regierung Werner fungierte er zwischen dem 6. Februar 1969 und dem 15. Juni 1974 weiterhin als Minister für nationale Bildung sowie daneben auch als Minister für Arbeit und soziale Sicherheit (Ministre du Travail et de la Sécurité sociale). Er wurde bei der Kammerwahl am 26. Mai 1974 wiederum zum Mitglied der Abgeordnetenkammer gewählt und vertrat in dieser bis zum 10. Juni 1979 erneut die CSV.
Am 24. Oktober 1979 wurde Jean Dupong Mitglied des Staatesrates, ein konsultatives Organ im politischen System Luxemburgs, und gehörte diesem bis zum 18. Mai 1994 an. Nachdem er zwischen 1988 und 1991 dessen Vizepräsident war, löste er am 1. November 1991 Gaston Thorn als Präsident des Staatsrates ab. Er verblieb auf diesem Posten bis zum 18. Mai 1994 und wurde danach von Paul Beghin abgelöst. Er engagierte sich zudem als Mitglied der Aufsichtsräte des Satellitenbetreibers SES S.A., der Société de Banque Suisse, der Shell sowie elf Jahre lang als Präsident des Fechtverbandes FLE (Fédération luxembourgeoise d’escrime).